# Enceinte de la Fontenelle
L'enceinte de la Fontenelle est un site archéologique, remontant à la Préhistoire, qui est situé sur le territoire de la commune française de Vievy-le-Rayé, dans le département de Loir-et-Cher, en région Centre-Val de Loire.
L'enceinte protohistorique en terre est classée au titre des monuments historiques.

## Localisation
L'enceinte fortifiée est située, sur un éperon au confluent de deux petits vallons encaissés, à 1,1 km au nord-ouest de l'église Saint-Pierre de Vievy-le-Rayé, dans le département français de Loir-et-Cher. Le site, à l'orée de la forêt de Marchenoir, est implanté à proximité du cheminement Blois-Châteaudun.

## Historique
Le site est vraisemblablement occupé de longue date.

## Description
Le site se présente sous la forme d'un éperon barré, très effilé, situé entre deux thalwegs secs, occupé par une fortification uniquement faites de terrassements. Un rempart de terre, haut de 7 à 8 m, borde, jusqu'à la pointe, les deux longs côtés. Le camp est fermé côté du plateau (au sud) par un large fossé de 30 mètres de large et de 5 mètres de profondeur. Celui-ci est surmonté sur sa face interne par un rempart de terre en retour, et est commandé par deux mottes hautes de plus de 20 m. Quant à la pente au confluent des deux vallons au nord, elle a été accentuée par un plus petit fossé. L'ensemble castral forme ainsi un trapèze de 325 mètres de long dans l'axe nord-sud et de 175 mètres de large au sud et de 125 mètres de large au nord, ce qui représente un site de 7,64 hectares. La basse-cour qui s'étend au nord, derrière les mottes, est coupée en deux parties par un fossé.
Un trou, connu sous le nom de trou du Diable, s'ouvre à environ 20 mètres de haut dans une des mottes. La cavité, en partie remblayée par des effondrements, descend sur 9 mètres à l'intérieur de la motte.

## Protection aux monuments historiques
L'enceinte protohistorique en terre est classée par arrêté du 10 décembre 1981.